# Mesut Özil
Mesut Özil [ˈmesut ˈœzil] (* 15. Oktober 1988 in Gelsenkirchen) ist ein ehemaliger deutscher Fußballspieler. Der Spielmacher wurde überwiegend bei Rot-Weiss Essen und beim FC Schalke 04 ausgebildet, mit dem er den Sprung in die Bundesliga schaffte. Über Werder Bremen wechselte er 2010 zu Real Madrid. Beim spanischen Rekordmeister gewann Özil 2011 die Copa del Rey und wurde 2012 spanischer Meister. Von September 2013 bis Januar 2021 spielte er für den FC Arsenal, mit dem er viermal den FA Cup gewann. Anschließend war er bis zu seinem Karriereende im März 2023 in Istanbul bei Fenerbahçe und Başakşehir verpflichtet.
Der Sohn türkischer Eltern war bis zu seinem 18. Lebensjahr türkischer Staatsbürger, entschied sich jedoch für eine Karriere in der deutschen Nationalmannschaft und die deutsche Staatsangehörigkeit. Er bestritt für Deutschland insgesamt 92 Länderspiele und wurde 2014 in Brasilien Weltmeister. Er gehörte dabei zu den sechs Spielern der deutschen WM-Auswahl, die zuvor 2009 mit der U21 Europameister geworden waren. 2018 schied er infolge einer Kontroverse um ein Foto mit dem türkischen Staatspräsidenten Recep Tayyip Erdoğan aus der Nationalmannschaft aus. 2025 wurde Özil Mitglied des Parteivorstands von Erdogans Partei, der AKP.

## Leben
Özils Vater Mustafa kam in den 1960er Jahren als Sohn eines türkischen Gastarbeiters aus Devrek an der türkischen Schwarzmeerküste nach Gelsenkirchen, weshalb Özil die türkische Staatsangehörigkeit besaß. Diese legte er Ende 2007 ab, um in Deutschland eingebürgert zu werden. Özil wuchs mit einem älteren Bruder und zwei jüngeren Schwestern im Gelsenkirchener Stadtteil Bismarck auf. Aus einer außerehelichen Affäre seines Vaters hat er eine Halbschwester. Der Vater agierte von Juli 2011 bis Oktober 2013 als sein sportlicher Berater und Manager, eine Aufgabe, die zuletzt Özils Bruder Mutlu ausführte. In der Familie wurde Türkisch gesprochen, und statt eines Kindergartens besuchte Özil eine Vorbereitungsschule, wo die Mitschüler zumeist ebenfalls ausländischen, oft türkischen, Ursprungs waren. Laut Özil wurde nur mit dem Lehrer Deutsch gesprochen, unter den Schülern überwiegend Türkisch, weshalb Özil Schwierigkeiten beim Erlernen der deutschen Sprache hatte.
Özil besuchte von 2000 bis 2005 die Gesamtschule Berger Feld in seiner Geburtsstadt, die er mit der Mittleren Reife verließ. Er gilt in der Öffentlichkeit als zurückhaltend und schüchtern. Zu seinen Vorbildern zählt er den französischen Fußballspieler Zinédine Zidane.
Zur immer wiederkehrenden Frage seiner Staatsangehörigkeit und nationalen Identität äußerte sich Özil im Jahr 2012 wie folgt:

„Ich habe in meinem Leben mehr Zeit in Spanien als in der Türkei verbracht – bin ich dann ein deutsch-türkischer Spanier oder ein spanischer Deutsch-Türke? Warum denken wir immer so in Grenzen? Ich will als Fußballer gemessen werden – und Fußball ist international, das hat nichts mit den Wurzeln der Familie zu tun.“

Bis 2010 bildete Özil ein Paar mit Anna-Maria Lagerblom. Von Januar 2013 bis Oktober 2014 war er mit der Sängerin Mandy Capristo liiert. Im November 2015 wurde bestätigt, dass Özil und Capristo erneut ein Paar sind. Im Juli 2017 wurde seine Beziehung mit der türkisch-schwedischen Schauspielerin und Miss Turkey 2014, Amine Gülşe, bekannt. Im Januar 2019 verlobte sich das Paar. Die Hochzeit fand am 7. Juni 2019 in Istanbul im Beisein des türkischen Staatspräsidenten Recep Tayyip Erdoğan, der als Trauzeuge fungierte, statt. Im März 2020 wurde ihre Tochter Eda geboren.

## Vereine
In seiner Jugendzeit spielte der Linksfuß zunächst für mehrere Gelsenkirchener Vereine und später fünf Jahre lang für Rot-Weiss Essen. Im Sommer 2005 wechselte Özil in die Jugendabteilung des FC Schalke 04. 2008 folgte der Transfer zu Werder Bremen, von wo er 2010 zu Real Madrid wechselte. Von 2013 bis Anfang 2021 spielte er für den FC Arsenal, den er jedoch durch eine Vertragsauflösung in Richtung Fenerbahçe verließ.

### Schalke 04 und Werder Bremen
Mit den A-Junioren des FC Schalke 04, für die er in der Saison 2005/06 zehn Treffer erzielte, gewann Özil am 4. Juni 2006 die deutsche A-Junioren-Meisterschaft (2:1 im Finale gegen Bayern München). Ab der Spielzeit 2006/07 gehörte er dem Kader der Schalker Profimannschaft an. Seine ersten Pflichtspiele im Seniorenbereich bestritt Özil gegen Bayer 04 Leverkusen und Bayern München im DFL-Ligapokal 2006. Am 12. August 2006 (1. Spieltag) gab er beim 1:1-Unentschieden im Heimspiel gegen Eintracht Frankfurt sein Bundesligadebüt, als er in der 80. Spielminute für Hamit Altıntop eingewechselt wurde. Insgesamt kam Özil in seiner Premierensaison, in der er mit Schalke 04 Vizemeister wurde, auf 19 Einsätze in der Bundesliga.

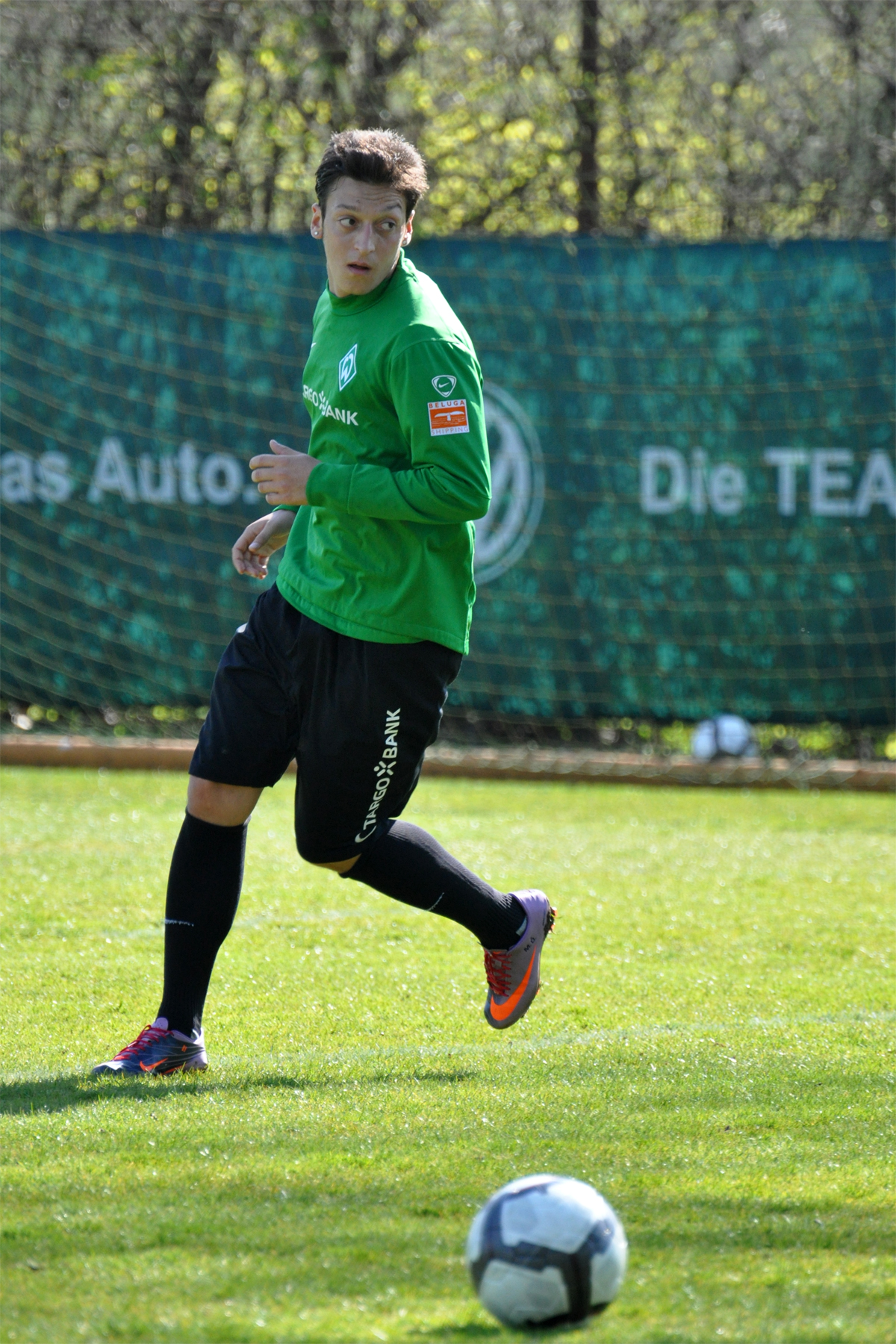
Özil im Training von Werder Bremen (2010)

In der Hinrunde der Saison 2007/08 hatte er sich noch nicht endgültig etabliert, obwohl er sechs seiner elf Einsätze in der Startelf bestritt und auch in der Champions League auf vier Einsätze kam. Im Januar 2008 gab der Verein bekannt, den noch bis zum 30. Juni 2009 laufenden Vertrag nicht zu verlängern. Vorausgegangen waren Unstimmigkeiten bei den anstehenden Vertragsverhandlungen zwischen Özils Vater als Spielerberater auf der einen und der Vereinsführung auf der anderen Seite. Daraufhin wechselte Özil am 31. Januar 2008, dem letzten Tag der Wintertransferperiode, vorzeitig zu Werder Bremen, bei denen er einen bis zum 30. Juni 2011 datierten Vertrag unterschrieb. Am 26. April 2008 schoss er mit seinem Treffer zum zwischenzeitlichen 2:1 beim 3:3-Unentschieden im Auswärtsspiel gegen den Karlsruher SC sein erstes Tor in der Bundesliga. Zwölfmal kam er in der Rückrunde zum Einsatz, sechsmal davon im Startaufgebot. Wie auch in seinem ersten Profijahr beim FC Schalke 04 wurde Özil mit Werder Bremen Vizemeister.
In der Saison darauf wurde er von Anfang an eingesetzt und spielte sich bis zum fünften Spieltag in die Stammformation. Mit 14 Vorlagen war er der wichtigste Torvorbereiter im Team. Am Ende der Saison stand Werder Bremen in der Liga auf einem Mittelfeldplatz. Der Pokalwettbewerb 2008/09 verlief erfolgreich, man gewann den DFB-Pokal. Dabei schoss Özil im Finale das entscheidende Tor zum 1:0-Sieg über Bayer 04 Leverkusen. International spielte er in dieser Saison 14-mal für Werder: Nach dem Ausscheiden aus der Champions League nach der Gruppenphase erreichte er mit der Mannschaft das Finale im UEFA-Cup, das gegen Schachtar Donezk verloren wurde.
In der Bundesliga 2009/10 wurde Özil zu einem Schlüsselspieler im Werder-Team. Er war erneut erfolgreichster Vorlagengeber und erzielte neun Tore. Am 1. Mai 2010 absolvierte er in der Schalker Veltins-Arena sein 100. Bundesligaspiel und erzielte beim 2:0-Auswärtssieg gegen seinen ehemaligen Verein in der 55. Spielminute den 1:0-Führungstreffer. Am Ende erreichte Werder den dritten Platz in der Tabelle. Werder stand auch, zum zweiten Mal in Folge, im DFB-Pokalfinale; es endete 0:4 gegen den FC Bayern München.

### Real Madrid

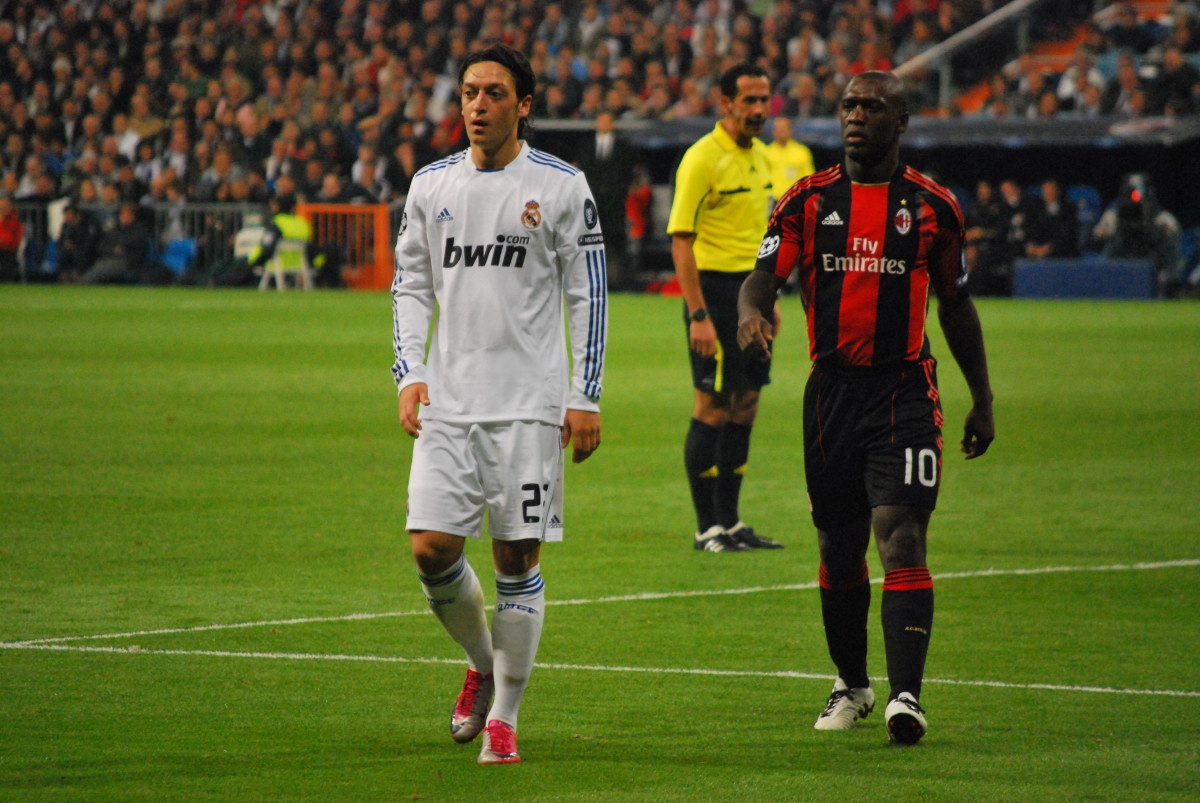
Özil im Trikot von Real Madrid neben Clarence Seedorf (2010)

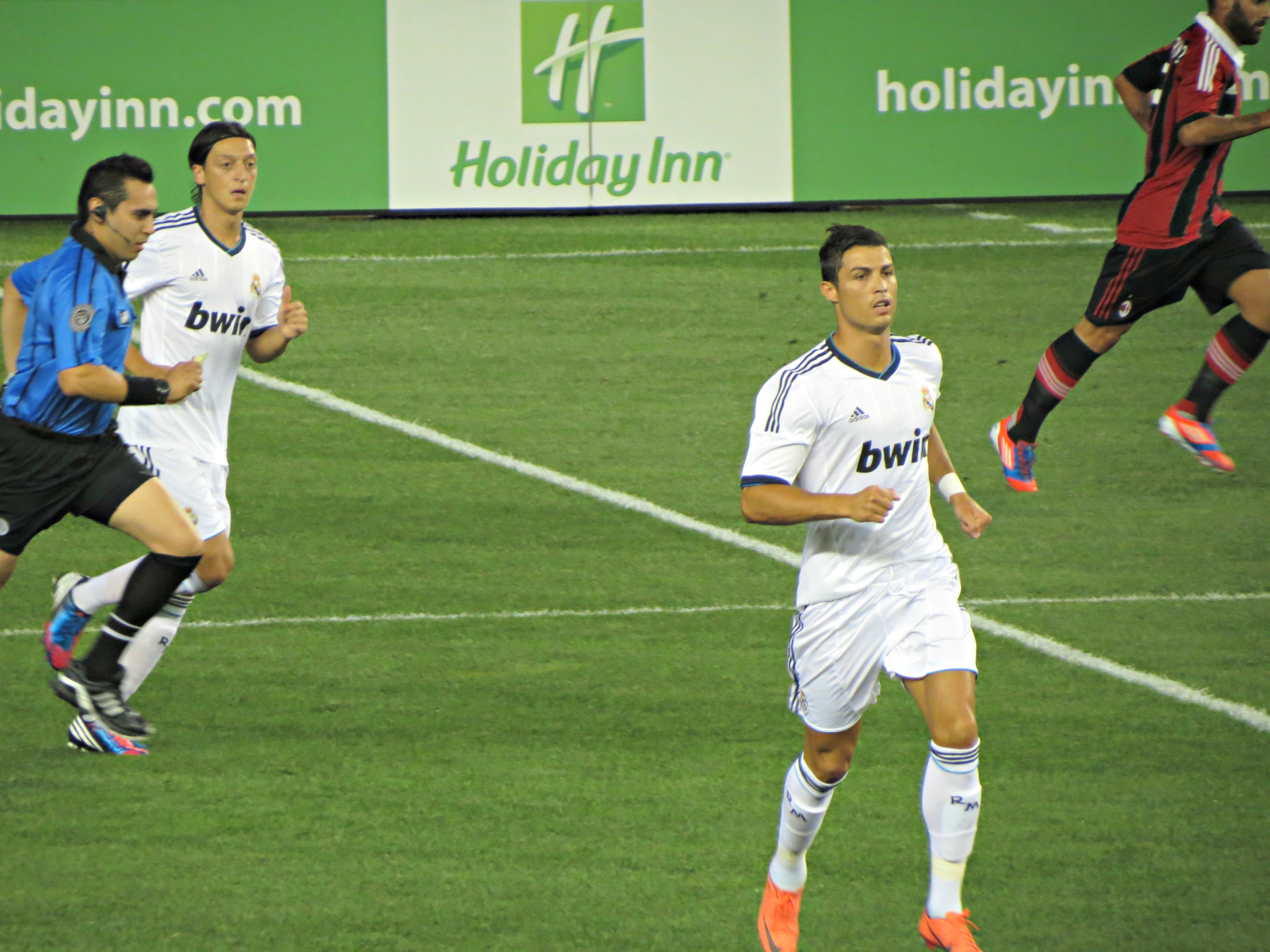
Özil mit Teamkollege Cristiano Ronaldo während eines Spiels gegen Milan (2012)

Im August 2010 wechselte Özil für rund 15 Millionen Euro zu Real Madrid. Sein Debüt in der Primera División gab er am 29. August 2010 zum Saisonauftakt, als er im Rahmen eines 0:0-Unentschiedens beim RCD Mallorca nach der Halbzeit eingewechselt wurde. Beim 1:0-Heimsieg über den CA Osasuna am darauffolgenden Spieltag stand Özil erstmals in der Startelf. Am sechsten Spieltag erzielte er beim 6:1-Heimsieg über Deportivo La Coruña sein erstes Tor in der Primera División. Insgesamt absolvierte Özil in seiner ersten Saison in Spanien 36 Ligaspiele, davon 30 von Beginn an. Er erzielte sechs Treffer, gab 19 Vorlagen und wurde mit Real Madrid Vizemeister hinter dem FC Barcelona. Die Katalanen behielten auch im Halbfinale der Champions League die Oberhand. In der Gruppenphase hatte Özil zuvor gegen den AC Mailand sein erstes Tor in der Champions League erzielt. Das Duell mit Barcelona im spanischen Pokalfinale gewannen die Madrilenen. Der Gewinn der Copa del Rey bedeutete für Özil seinen ersten spanischen Vereinstitel. Er hatte sich in Madrid auf Anhieb als Stammspieler etabliert.
In seinem zweiten spanischen Jahr geriet Özil, der zu Saisonbeginn die Rückennummer 10, traditionell die Nummer des Spielmachers, erhalten hatte, nach einer schwachen Hinrunde in die Kritik. Der Rang des Spielmachers wurde ihm in dieser Zeit von seinem Mannschaftskameraden Ángel Di María abgelaufen. Als Di María in der Rückrunde lange verletzungsbedingt fehlte, gelang es Özil, wieder an die Leistungen der Vorsaison anzuknüpfen. Er gehörte zum Kern der Mannschaft und absolvierte 35 Saisonspiele. Mit 121 Toren stellte der Real-Sturm um Cristiano Ronaldo einen neuen Ligarekord auf, Özil war mit 17 Torvorlagen der beste Vorbereiter der Liga. Real Madrid gewann 32 der 38 Saisonspiele und sicherte sich mit dem neuen Rekord von 100 Punkten die spanische Meisterschaft. Im Halbfinale der Champions League traf Özil mit Real auf den FC Bayern München und erzielte bei der 1:2-Hinspielniederlage in München ein Tor; nach dem 2:1 im Rückspiel in Madrid wurde das Elfmeterschießen verloren, damit reichte es Real Madrid zum zweiten Mal in Folge nicht zum Einzug in das Finale.
Da sein Spiel wie im Vorjahr zu Anfang der Spielzeit 2012/13 Leistungsschwankungen aufwies, verpflichtete Real Madrid mit Luka Modrić nach Saisonbeginn einen weiteren Kreativspieler. Am 20. April 2013 absolvierte Özil in der Ligabegegnung gegen Betis Sevilla sein 150. Pflichtspiel für Real Madrid, in dem er zwei Tore schoss. Obwohl er am Saisonende national und international ohne Titelgewinn blieb, steigerte Özil mit neun Toren in der Liga seine Torgefährlichkeit und gab zusätzlich 13 Vorlagen. Zur Saison 2013/14 verpflichtete Real Madrid mit Isco einen weiteren Spielgestalter. Nachdem Özil am dritten Spieltag gegen Athletic Bilbao nicht eingesetzt worden war, während Isco zwei Tore zum 3:1-Sieg erzielt hatte, entschied sich Özil, den Verein am folgenden Tag zu verlassen. Noch in der Woche zuvor hatte er einen Wechsel trotz der Konkurrenzsituation ausgeschlossen. Während seiner Zeit bei Real hatte Özil 159 Pflichtspiele bestritten und 27 Tore erzielt.

### FC Arsenal

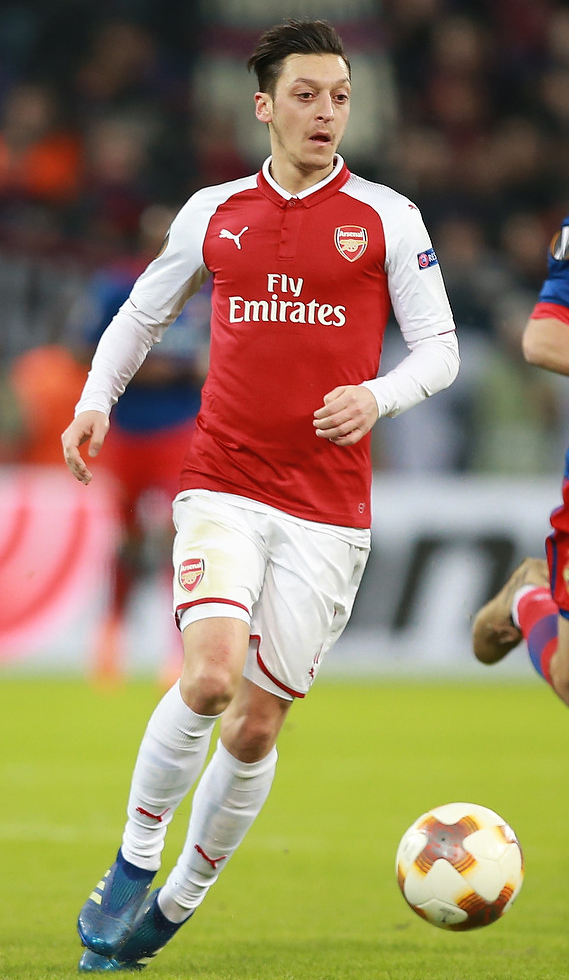
Özil in einem Spiel für Arsenal (2018)

Am 2. September 2013 wechselte Özil am letzten Tag der Transferperiode überraschend in die Premier League zum FC Arsenal, die Ablösesumme soll bei rund 50 Mio. Euro gelegen haben. Mit seinem Wechsel wurde er zum teuersten Einkauf des FC Arsenal, zum teuersten Verkauf von Real Madrid sowie zum bis dahin teuersten deutschen Spieler (dieser Rekord soll 2016 von Leroy Sané eingestellt worden sein). In London traf er auf Lukas Podolski und Per Mertesacker, die er bereits aus der deutschen Nationalmannschaft kannte. Özil war sofort Stammspieler und besetzte den Raum hinter der alleinigen Spitze, die meist Olivier Giroud bildete. Er scheiterte mit Arsenal im Achtelfinale der Champions League am FC Bayern, dafür war man im Endspiel des FA-Cups erfolgreich. Im Sommer 2014 kehrte der Deutschtürke als Weltmeister auf die Insel zurück. Eine Knieverletzung setzte Özil zwischen Oktober 2014 und Januar 2015 außer Gefecht, mit den Gunners konnte er allerdings erneut auf einem Europacuprang landen und den englischen Pokal verteidigen. 2015/16 gewann Özil mit Arsenal lediglich den nationalen Supercup, dafür blieb er weitestgehend verletzungsfrei und absolvierte sein statistisch bestes Spieljahr. Acht wettbewerbsübergreifenden Treffern standen 20 Vorlagen gegenüber, davon 19 in der Premier League, wobei der Zweitplatzierte, Christian Eriksen, sechs Assists weniger vorzuweisen hatte.
In den folgenden Jahren verpassten die Londoner dreimal in Folge die Qualifikation zur Königsklasse und Arsène Wenger, einer der Förderer des Mittelfeldspielers, räumte nach 22 Jahren seinen Posten. Der spanische Trainer Unai Emery, der auf Wenger folgte, setzte anfangs noch häufiger auf seinen Spieler, welcher allerdings auch aufgrund von Rückenproblemen mehrere Partien verpasste. Emery kritisierte in der Folge Özils Einstellung und Engagement und warf diesem vor, nicht selbstkritisch genug zu sein. Im Sommer 2018 war der Deutschtürke nach deren Vorrundenaus bei der WM 2018 aus der deutschen Nationalmannschaft zurückgetreten, diverse Medien hatten seinen Auftritt bei dem Turnier bemängelt und ihn als Mitschuldigen für das Versagen benannt. Emery sagte später aus, er hätte seinem Spieler aus dessen Krise heraushelfen und ihn sogar mit dem Kapitänsamt belohnen wollen, dessen Teamkollegen hätten sich jedoch dagegen ausgesprochen. Mit verantwortlich dafür wäre Özils mangelnder Einsatzwille gewesen, den sowohl Mannschaftskameraden wie auch der Trainer nicht erkannt haben wollen, was nicht zu einem Anführer gepasst hätte. Als exemplarisch bezeichnete der Spanier eine Situation nach dem gegen den Ligakonkurrenten FC Chelsea verlorenen Europa-League-Finale 2019. Während alle Spieler im Nachgang mit ihm Einzelgespräche geführt hätten, wäre Özil als Einziger nicht erschienen.
Dass Spieler und Trainer nicht zueinander fanden, lag aber auch daran, dass Özils Spielweise und Emerys System nicht miteinander konform gingen. Der Mittelfeldspieler, zu diesem Zeitpunkt auch schon 30 Jahre alt, war es bis dahin gewohnt, als klassischer Zehner die Spielgestaltung an sich zu reißen. Seine Qualitäten bestanden im Schlagen von präzisen Flanken und scharfen Pässen, dem Auflegen von Toren und dem Einsetzen der Sturmspitze. Zum einen setzte Emery jedoch einerseits auf Flügelspieler und andererseits auf ein damit verbundenes, aggressives Pressingspiel. Dies führte dazu, dass Özil, dessen Talente eher im Spiel mit dem Ball lagen, häufiger Defensivaufgaben übernehmen und aktiv an der Balleroberung mitwirken musste. In diesem System hatte er nun mit seiner vergleichsweise schmächtigen Physis wenig auszurichten, da ihm seine Geschwindigkeit nur bedingt half und er zusätzlich nicht mehr so viele Chancen produzieren konnte wie noch zuvor.
In der Saison 2019/20 absolvierte Özil lediglich 23 von 54 möglichen Pflichtspielen für die Engländer. Erneut machten ihm Rückenprobleme zu schaffen, häufiger wurde er nicht einmal für Partien nominiert. Denn auch Emerys Nachfolger Mikel Arteta setzte nicht mehr auf einen offensiven Mittelfeldspieler, ließ dafür lieber zentraler ausgerichtete Akteure wie Joe Willock oder Dani Ceballos auflaufen und schickte auch diverse Male zwei Stürmer auf den Platz. Arteta schrieb dem Spieler ebenfalls zu, keine 100 Prozent zu geben, nicht für seine Teamkameraden zu kämpfen und diesen nicht zu helfen. Die Sky-Experten Paul Merson und Alan Smith waren ähnlich wie bereits Emery zuvor der Meinung, Özil stelle im Spiel ohne Ball keinen Wert für die Mannschaft dar. Merson ließ sich sogar dazu hinreißen, den Deutschtürken als einen der „schlechtesten Spieler der Welt, wenn er den Ball nicht hat“ zu bezeichnen. Beide kritisierten die Relation zwischen Özils Status als Topverdiener und seinem Stand auf dem Feld.
Sein letztes Pflichtspiel für den FC Arsenal bestritt er im März 2020 im Londoner Derby gegen West Ham United, wo er in der Schlussphase des Ligaspiels den entscheidenden 1:0-Sieg vorbereitete. Im Frühjahr 2020 lehnte Özil neben zwei anderen Spielern des Vereins einen Lohnverzicht in Höhe von 12,5 Prozent ab, auf den sich der FC Arsenal mit seinen Spielern aufgrund der hohen Kosten im Zuge der Corona-Krise verständigt hatte. Bei seinem Jahresgehalt von 20 Millionen Euro hätte der Mittelfeldspieler pro Monat auf rund 200.000 Euro verzichten müssen. Als Reaktion darauf stand Özil zwar nach wie vor bis Juni 2021 beim FC Arsenal unter Vertrag, wurde aber nicht für den Saisonkader 2020/21 gemeldet. Im August 2020 äußerte er sich zu seiner Situation und diversen Wechselspekulationen gegenüber einer Sport-Website mit den Worten: „Wenn ein Verein will, dass ein Spieler geht und der Spieler das ablehnt, muss der Verein das akzeptieren, außer man findet zusammen eine Lösung. Ich will nicht gehen, damit hat sich das.“

### Karriereausklang in Istanbul
Am 24. Januar 2021 wurde Özils Vertrag beim FC Arsenal aufgelöst; er wechselte ablösefrei in die türkische Süper Lig zu Fenerbahçe Istanbul. Der 32-Jährige wählte die Rückennummer 67 in Anlehnung an das Kfz-Kennzeichen der Provinz Zonguldak, in dem die Stadt Devrek liegt, aus der seine Eltern stammen. Bis zum Ende der Saison 2020/21 kam Özil unter Erol Bulut und dessen Nachfolger Emre Belözoğlu zehnmal in der Liga zum Einsatz (achtmal in der Startelf), wobei er während der Saison wegen einer Sprunggelenkverletzung über einen Monat ausfiel. Zur Saison 2021/22 erhielt Özil die Rückennummer 10 und wurde als Nachfolger von Luiz Gustavo sowie Ozan Tufan, der zunächst leihweise den Verein verließ, zum Mannschaftskapitän ernannt. Im November 2021 sorgte er im interkontinentalen Derby als Spielführer gegen Galatasaray für eine Wende im Spielverlauf, als er zum 1:1 ausglich; später gewann seine Mannschaft in der Nachspielzeit noch das Auswärtsspiel. Mit seinem Tor gegen den Erzrivalen Galatasaray wurde Özil gemäß der „Fenerbahçe“-Mythologie zu einem „richtigen Fenerbahçe-Spieler“. Auch gegen Demirspor (einziger Treffer des Spiels), Giresunspor (spielentscheidendes 2:1), Kayserispor (Tor zum 2:2-Endstand), Beşiktaş (1:0-Führung) und Fatih Karagümrük (Tor zum 1:1-Endstand) stellte der Deutschtürke seine Wichtigkeit für das Team unter Beweis. Am 24. März 2022 wurde Özils Suspendierung beim türkischen Traditionsklub, mit dem er als Vizemeister hinter Trabzonspor die Spielzeit beendete, bekanntgegeben. Fenerbahçes Präsident Ali Koç riet Özil, dieser müsse „[...] sich endlich auf seine Arbeit konzentrieren und seine geschäftlichen Angelegenheiten beiseite legen“. Zudem wäre es zwischen dem Mittelfeldspieler und dem später entlassenen Trainer İsmail Kartal nach einer Auswechslung zum Streit gekommen. Kartals Nachfolger Jorge Jesus äußerte sich anschließend zu dieser vor seiner Zeit getroffenen Entscheidung mit den Worten: „Mesut Özil hat eine tolle Karriere und er ist ein wichtiger Spieler. Aber es gibt eine Entscheidung, die der Verein in dieser Angelegenheit getroffen hat. An dieser Entscheidung werde ich nicht rütteln.“
Innerhalb der folgenden Sommerpause wurde der Vertrag mit Fenerbahçe schließlich aufgelöst. Im Anschluss hieran äußerte sich Özil auf Twitter mit den Worten: „Zu den Dingen, die das Leben ausmachen, gehört, dass es voller Unsicherheiten ist. Unsere Pläne, unsere Träume und unsere Wünsche gehen manchmal nicht in die Richtung, in die wir gerne möchten. Ich wollte erfolgreich sein, indem ich mehr Möglichkeiten bekomme, im Trikot von Fenerbahçe zu spielen, was schon immer mein Kindheitstraum war.“
Kurz nach der Vertragsauflösung bei Fenerbahçe wechselte der Mittelfeldspieler innerhalb der Stadt zum Ligakonkurrenten Başakşehir, für den er siebenmal auflief. Während der Länderspielpause im März 2023 beendete Özil seine Karriere aus gesundheitlichen Gründen. Am Ende hatte er in vier Profiligen weit über 400 Erstligaeinsätze bestritten.

## Auswahleinsätze

### Juniorenteams
Özil wurde im Alter von 17 Jahren – vergleichsweise spät – erstmals für deutsche Jugend-Nationalmannschaften berücksichtigt. Im September 2006 nominierte ihn der damalige U-19-Bundestrainer Frank Engel für die U19. Sein Länderspieldebüt gab Özil daraufhin am 5. September 2006 beim 1:0-Auswärtssieg über die Auswahl Österreichs. Am 21. März 2007 schoss er mit seinem Treffer zum zwischenzeitlichen 1:0 beim 2:0-Heimsieg über Georgien sein erstes Länderspieltor. Özil gehörte auch dem deutschen Kader bei der U-19-Europameisterschaft 2007 in Österreich an. Dort erzielte er in den ersten beiden Vorrundenspielen gegen Russlands und Frankreich jeweils einen Treffer und scheiterte mit der Mannschaft im Halbfinale an Griechenland. Insgesamt bestritt Özil für die U-19-Auswahl bis Juli 2007 elf Länderspiele und schoss vier Tore.
Im Alter von 18 Jahren wurde er im September 2007 vom damaligen U-21-Bundestrainer Dieter Eilts in die U-21-Nationalmannschaft berufen. Özil gelang in seinem Debütspiel beim 3:0-Auswärtssieg über die nordirische Auswahl am 7. September 2007 ein Treffer.
Im November 2007 beantragte Özil, dessen Vater im Kindesalter mit seinen Eltern nach Deutschland eingewandert war, seine Entlassung aus der türkischen Staatsbürgerschaft. Nachdem Özil zu Beginn der Saison 2008/09 mit sportlich guten Leistungen auf sich aufmerksam gemacht hatte, wollte der türkische Nationaltrainer Fatih Terim ihn für die türkische A-Nationalmannschaft nominieren. Özil lehnte mit der Begründung ab, sich auf die deutsche U-21-Nationalmannschaft und die bevorstehende U-21-Europameisterschaft konzentrieren zu wollen. Er wurde jedoch weiterhin von Terim umworben. Was aus seinem Antrag auf die türkische Ausbürgerung wurde, war für lange Zeit unklar. Nachdem sich Özil endgültig entschieden hatte, in Zukunft für Deutschland spielen zu wollen, bestritt er bei der 0:1-Heimniederlage gegen Norwegen am 11. Februar 2009 in Düsseldorf sein erstes Länderspiel für die A-Nationalmannschaft.
Sein bis dahin größter internationaler Erfolg war der Gewinn der U-21-Europameisterschaft 2009 in Schweden unter Bundestrainer Horst Hrubesch. Im Finale war er als Spielmacher maßgeblich am 4:0-Erfolg der deutschen Mannschaft gegen England beteiligt. Özil bereitete zwei Tore vor und erzielte das 2:0 selbst. Nachfolgend wurde er zum „Man of the Match“ (Bester Spieler der Partie) gewählt.

### A-Nationalmannschaft

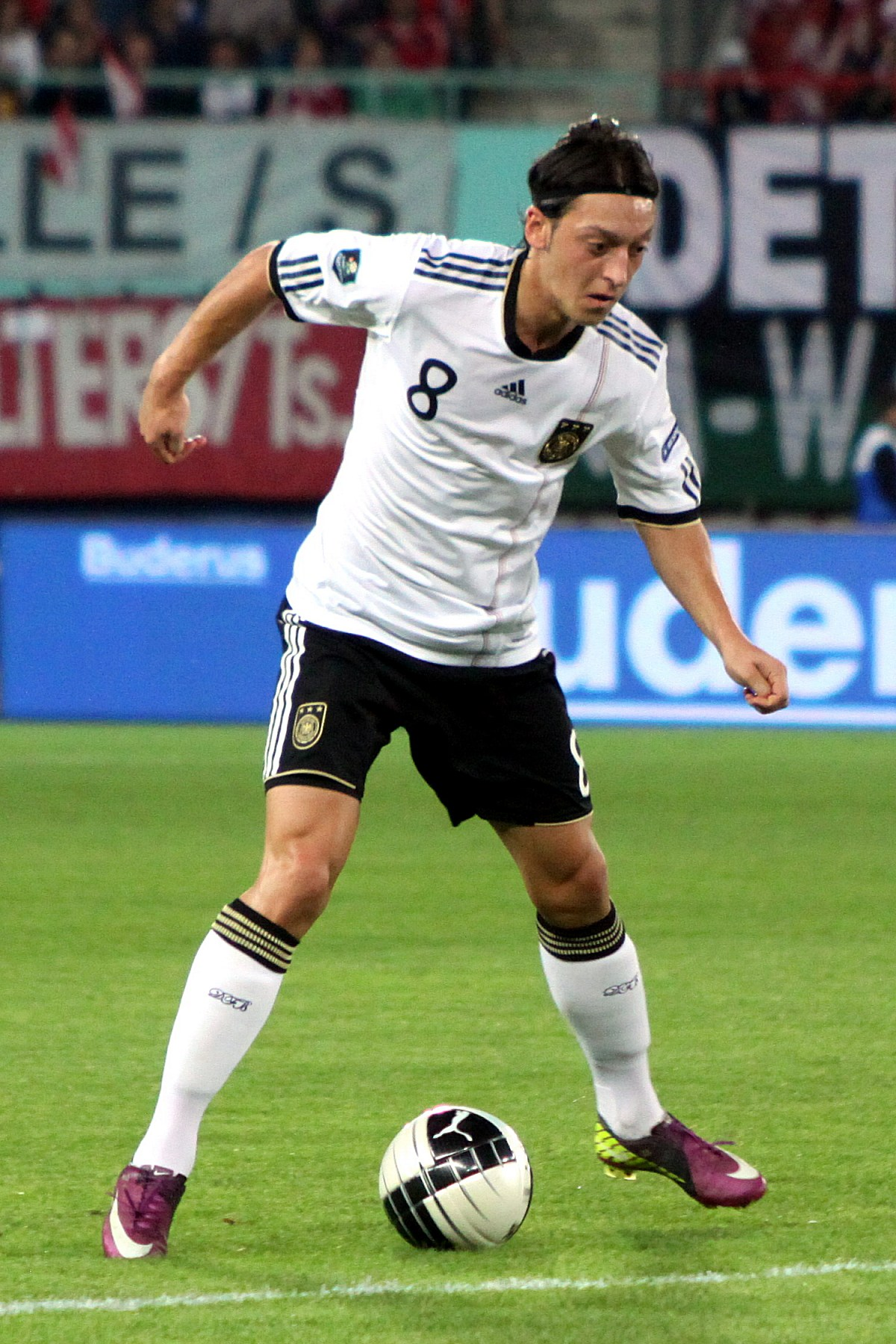
Özil im Trikot der deutschen Nationalmannschaft (2011)

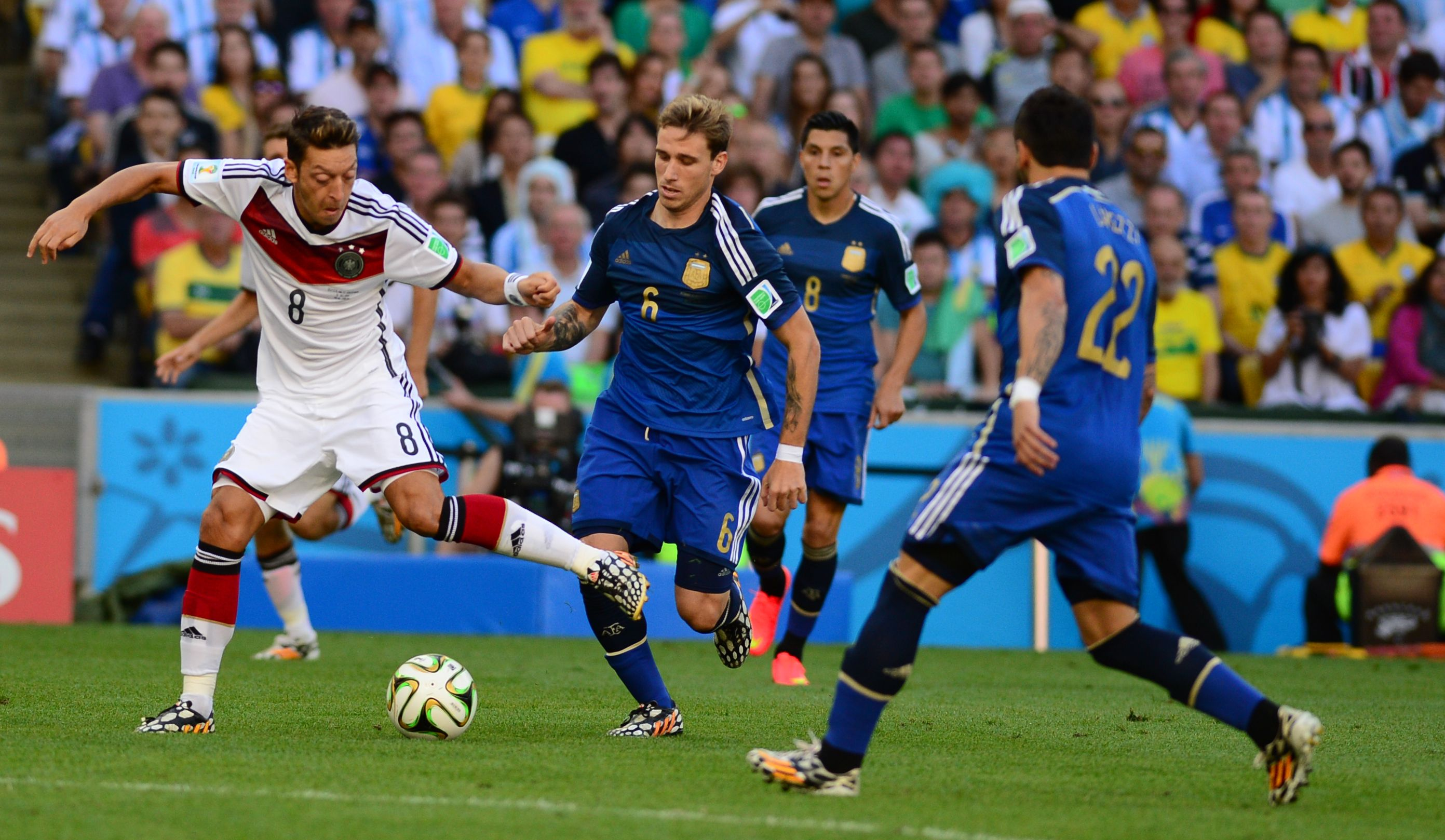
Mesut Özil während des WM-Finals 2014 gegen Argentinien

Nach seinem A-Pflichtländerspieldebüt für Deutschland in der Qualifikation für die Weltmeisterschaft 2010 am 12. August 2009 in Baku gegen Aserbaidschan war Mesut Özil endgültig nur noch für Deutschland spielberechtigt. Am 5. September 2009 erzielte er sein erstes Tor für die deutsche Nationalmannschaft im Freundschaftsspiel gegen Südafrika. Am 9. Oktober 2009 ebnete er den Weg für die deutsche Elf zur Weltmeisterschaft 2010, als er das Tor von Miroslav Klose zum 1:0-Endstand gegen Russland vorbereitete.
Anfang Juni 2010 berief ihn Bundestrainer Joachim Löw in den Kader für das Turnier in Südafrika, bei dem er in der Partie gegen Ghana am 23. Juni 2010 das entscheidende Tor für den Sieg der deutschen Mannschaft in der Vorrunde schoss und anschließend zum Man of the Match (bester Spieler der Partie) gewählt wurde. Nach einer guten Turnierleistung erreichten die Deutschen den dritten Platz. Özil spielte alle sieben Partien bei der WM und wurde als einer von zehn Spielern für den Goldenen Ball als bester Spieler des Turniers nominiert; der Titel ging letztlich an Diego Forlán.
Özil kam in der Saison 2009/10 bei 16 von 17 Länderspielen zum Einsatz und stand damit so oft wie kein anderer Spieler in dieser Saison auf dem Platz. Er fehlte einzig beim Spiel gegen Malta am 13. Mai 2010, da er mit Werder zwei Tage später im Pokalendspiel spielte.
Im Jahr darauf bestritt er neun der zehn Qualifikationsspiele für die Europameisterschaft 2012, die alle gewonnen wurden. Er gab dabei sieben Torvorlagen und erzielte fünf Tore. Bei der EM stand er in allen fünf Spielen in der Stammelf im offensiven Mittelfeld. In der ersten Partie am 9. Juni 2012 beim 1:0-Sieg über Portugal und beim Viertelfinalsieg gegen Griechenland am 22. Juni wurde er zum Player of the Match gewählt. In diesem Spiel bereitete er drei Tore vor. Bei der Niederlage im Halbfinale gegen Italien verwandelte Özil in der Nachspielzeit den Elfmeter zum 1:2-Anschluss.
Am ersten Spieltag der Qualifikation zur Weltmeisterschaft 2014 schoss Özil zwei Tore beim 3:0-Sieg gegen Färöer und verwandelte am zweiten Spieltag einen Elfmeter beim 2:1-Sieg über Österreich. Insgesamt markierte Özil sechs Treffer in der Qualifikation zur WM 2014.
Auch bei der Weltmeisterschaft 2014, an deren Ende der Titelgewinn stand, wurde er in den Kader der Nationalmannschaft berufen. Er stand in allen sieben Spielen in der Startelf. Im Achtelfinale gegen Algerien erzielte er in der 119. Minute das vorentscheidende 2:0.
Özil war sowohl in der Qualifikation zur EM 2016 als auch bei der EM in Frankreich wiederum Stammspieler und bestritt alle Turnierspiele über die volle Spielzeit. Im ersten Spiel gegen die Ukraine gab er die Vorlage für das 2:0 von Bastian Schweinsteiger. Gegen die Slowakei verschoss er einen Elfmeter, im Viertelfinale gegen Italien brachte er zunächst das deutsche Team mit 1:0 in Führung. Nach Ausgleich der Italiener und Verlängerung vergab er im Elfmeterschießen erneut vom Punkt. Trotzdem kam das Team weiter und schied anschließend im Halbfinale gegen Gastgeber Frankreich aus.
Bei der WM 2018 in Russland, bei der Deutschland erstmals bei einer WM bereits nach der Vorrunde ausschied, kam Özil im ersten Spiel (0:1 gegen Mexiko) und im dritten Spiel (0:2 gegen Südkorea) jeweils über die volle Distanz zum Einsatz. Beim 2:1-Sieg gegen Schweden wurde er nicht berücksichtigt. Seine Leistungen gegen Südkorea wurden teilweise als phlegmatisch, mutlos und zaghaft kritisiert, während andere Medien bei Özil in diesem Spiel die besten Statistikwerte unter den deutschen Spielern feststellten. Özil war der Akteur, der bei der WM von allen Spielern die meisten Torchancen herausarbeitete (5,5 Chancen im Schnitt). Nach dem Ausscheiden der Nationalmannschaft aus der WM sahen manche Medien in Özil eine „Symbolfigur des Scheiterns“, während andere Medien die ihrer Ansicht nach übertriebene Konzentration und Fokussierung auf Özils Person und eine – ihrer Meinung nach – Stilisierung Özils zum „Sündenbock“ seitens des DFB und vieler Fußballfans kritisierten. Am 22. Juli 2018 gab er seinen sofortigen Rücktritt aus der deutschen Nationalmannschaft bekannt. Von seinen insgesamt 92 Länderspielen gewann er mit dem DFB-Team 62.

## Spielweise
Mesut Özil war als Aktiver ein offensiv ausgerichteter linksfüßiger Mittelfeldspieler, welcher zu Beginn seiner Karriere noch bevorzugt auf der linken Außenbahn eingesetzt wurde. Bei Werder Bremen etablierte er sich zunehmend im zentralen offensiven Mittelfeld auf der Spielmacher-Position. Diese Rolle nahm er bei allen späteren Stationen ebenfalls überwiegend ein. Özil galt als torgefährlich, laut Statistik war er zudem ein effektiver Torvorlagengeber. So war er in folgenden Wettbewerben der jeweilige Top-Vorlagengeber der Saison:
- Top-Vorlagengeber der UEFA Champions League: 2010/11[88]
- Top-Vorlagengeber der UEFA Europa League: 2009/10[89]
- Top-Vorlagengeber der Bundesliga: 2009/10
- Top-Vorlagengeber der Primera División: 2011/12
- Top-Vorlagengeber der Premier League: 2015/16
- Top-Vorlagengeber der Fußball-Weltmeisterschaft: 2010[90]
- Top-Vorlagengeber der Fußball-Europameisterschaft: 2012[91]

## Titel und Auszeichnungen

### Nationalmannschaft

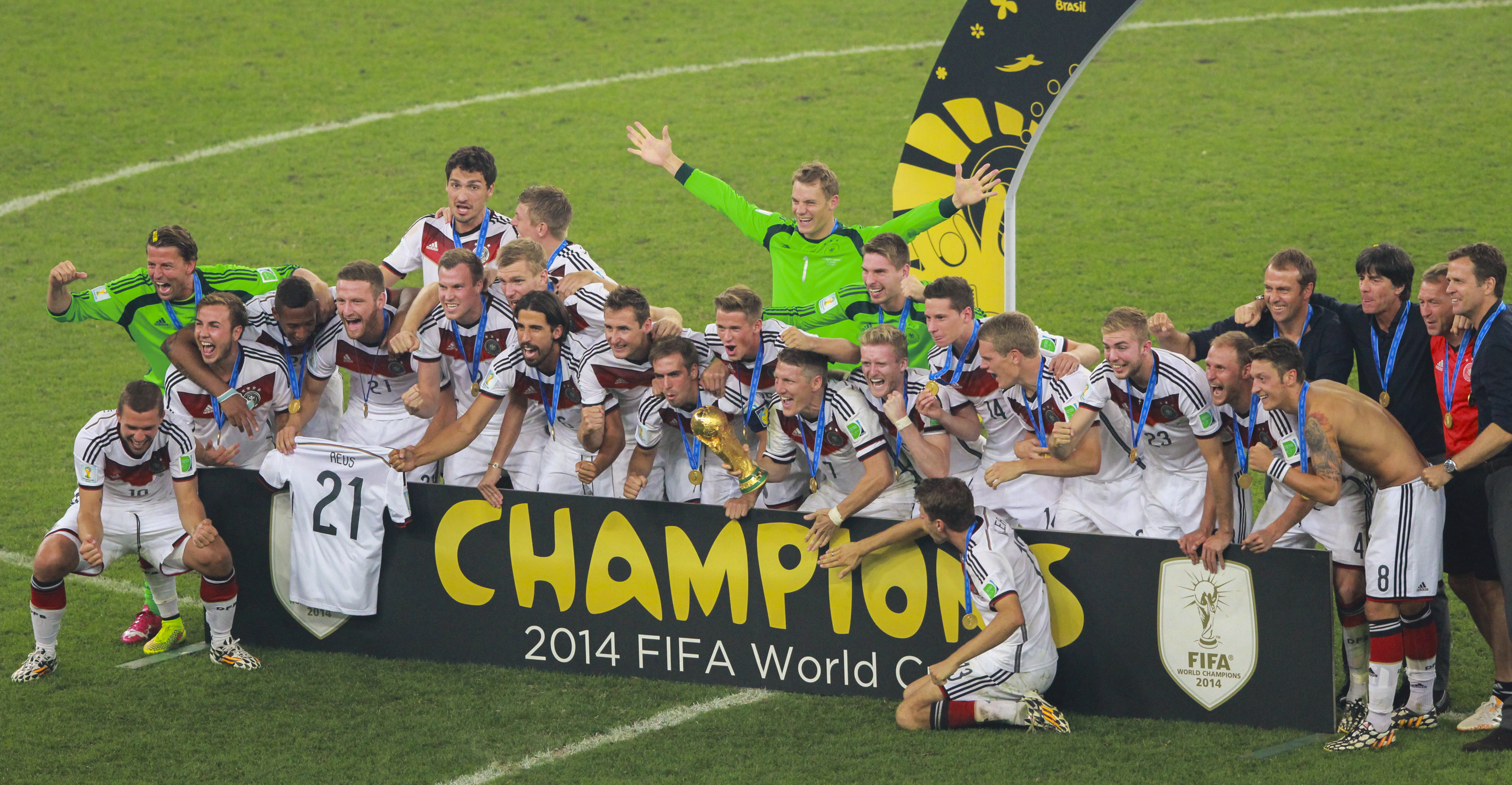
Özil (rechts) und die deutsche Nationalmannschaft nach dem Gewinn der Weltmeisterschaft 2014

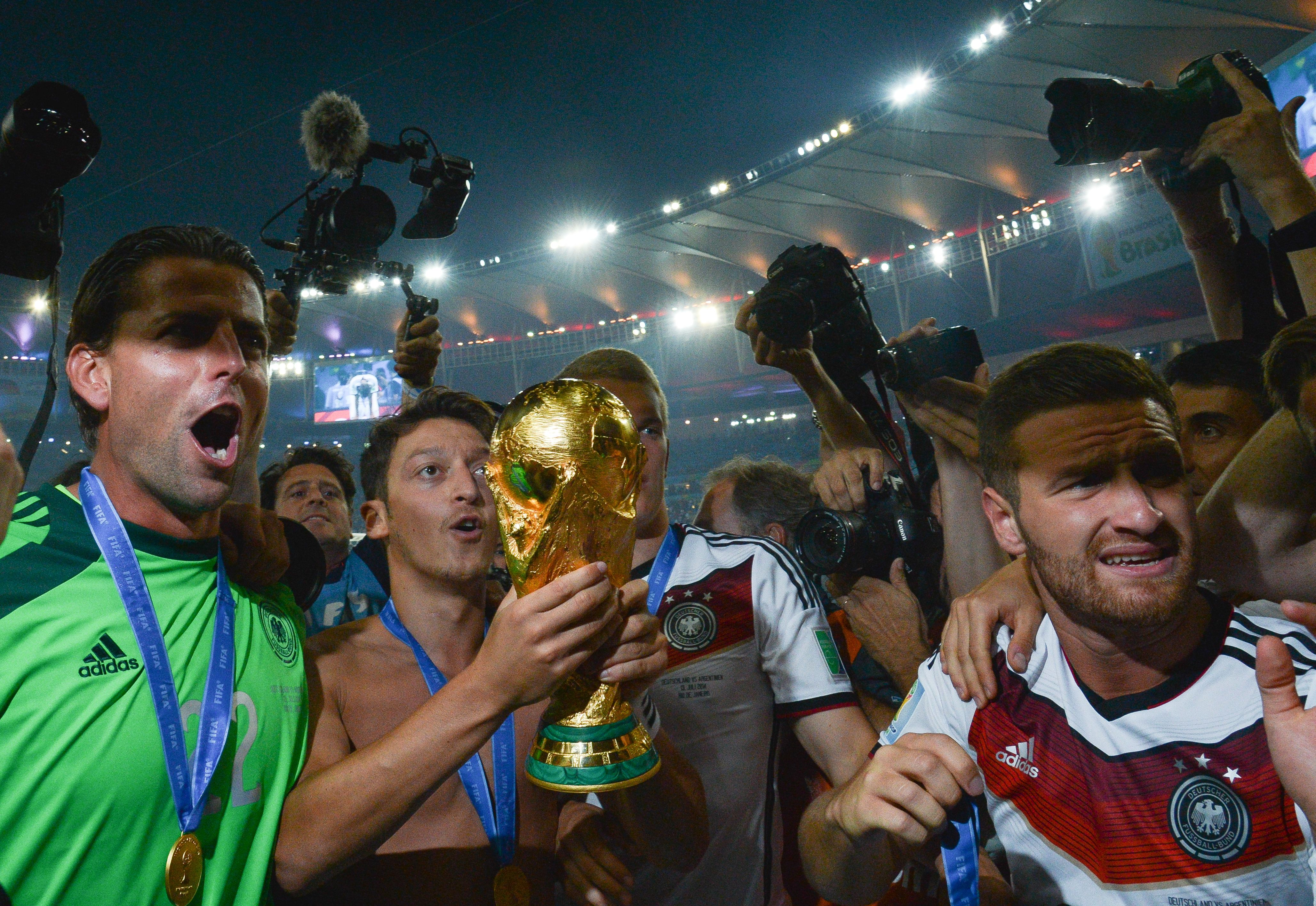
Mesut Özil mit dem WM-Pokal neben Roman Weidenfeller (links) und Shkodran Mustafi (rechts)

- Weltmeister: 2014
- U21-Europameister: 2009

### Vereine
Deutschland
- Pokalsieger: 2009 (Werder Bremen)
- A-Junioren-Meister: 2006 (FC Schalke 04)
- Meister der A-Junioren-Bundesliga West: 2006 (FC Schalke 04)

Spanien
- Meister: 2012 (Real Madrid)
- Pokalsieger: 2011 (Real Madrid)
- Supercupsieger: 2012 (Real Madrid)

England
- Pokalsieger (4): 2014, 2015, 2017, 2020 (alle FC Arsenal)
- Supercupsieger: 2015 (FC Arsenal)

### Auszeichnungen
- Welt-Spielmacher: 2. Platz 2013[92]
- Nationalspieler des Jahres (5): 2011, 2012, 2013, 2015, 2016[93]
- Spieler der Saison des FC Arsenal: 2015/16[52]
- Spieler der Hinrunde der Bundesliga: 2009/10[94]
- Deutschlands Fußballer des Monats (2): September 2008, November 2009[95]
- Englands Fußballer des Monats (3): April 2015, November 2015, Dezember 2015[96][97]
- UEFA Team of the Year (2): 2012, 2013
- FIFA/FIFPro World XI Second Team (2): 2013, 2016[98][99]
- Elf des Jahres der Primera División (2): 2011, 2012
- UEFA-All-Star-Team der Europameisterschaft 2012
- Einstufung als Weltklasse in der Rangliste des deutschen Fußballs: Winter 2016/17

### Ehrungen
- Silbernes Lorbeerblatt (2): 2010, 2014
- Deutscher Fußball Botschafter – Spieler des Jahres: 2015
- Bambi in der Kategorie „Integration“: 2010[100]
- Einweihung der Mesut Özil Caddesi (Mesut-Özil-Straße) in Devrek: 2012[101]

## Kontroversen

### Vorwurf des Steuerbetrugs
Anfang Dezember 2016 wurde im Rahmen der Veröffentlichungen der Enthüllungsplattform Football Leaks bekannt, dass die spanische Steuerbehörde von Mesut Özil eine Steuernachzahlung in Höhe von 2.017.152 Euro eingefordert hatte. Außerdem war eine Strafzahlung von 789.963 Euro gegen ihn verhängt worden. Nach den von Football Leaks veröffentlichten Informationen soll Özil über Offshore-Scheinfirmen, Schweizer Konten und Strohmänner Steuern hinterzogen haben. Dieser mutmaßliche Steuerbetrug sorgte für breite Kritik in der deutschen Öffentlichkeit. Özil zahlte im Februar 2017 Steuern in der verlangten Höhe nach. Gegen die Strafzahlung erhob er Einspruch. Eine Entscheidung der spanischen Justiz über die Strafzahlung stand Anfang 2018 noch aus.

### Foto mit Erdoğan, Rücktritt aus der Nationalelf
Im Dezember 2011, November 2012, Januar 2016 und Oktober 2017 kam es zu Treffen zwischen Özil und dem türkischen (Minister-)Präsidenten Recep Tayyip Erdoğan, die in der deutschen Öffentlichkeit weitgehend unbeachtet blieben.
Am 13. Mai 2018 traf sich Özil erneut mit Erdoğan, diesmal in London zusammen mit seinem Nationalmannschaftskollegen İlkay Gündoğan und dem türkischen Nationalspieler Cenk Tosun. Alle drei Spieler überreichten dem Präsidenten eines ihrer Trikots und posierten mit ihm für die Medien. Diesmal kam es ab dem 14. Mai aber zu heftigen Reaktionen in sozialen Netzwerken und beißenden Kommentaren renommierter Medien, zunächst gegen die beiden Nationalspieler Özil und Gündoğan. Als Grund für die veränderte Reaktion wurde insbesondere die große zeitliche Nähe des Auftritts zu den Wahlen in der Türkei am 26. Juni in Verbindung mit dem Beginn der Fußball-Weltmeisterschaft am 14. Juni 2018 gesehen, für die beide als Spieler der deutschen Nationalmannschaft gesetzt waren. Trotz anderslautender Versicherungen beider Spieler empfand die weit überwiegende Mehrheit der Kommentatoren den Auftritt als politische Parteinahme für Erdoğan und kritisierte sie, umso mehr, als beide Spieler sich am 19. Mai bei einem Gespräch mit dem deutschen Bundespräsidenten Frank-Walter Steinmeier zwar zu Deutschland bekannten, aber jede Distanzierung von Erdoğan und dem gemeinsamen Auftritt unterließen. Da in der Folgezeit Gündoğan Erklärungen abgab, Özil jedoch sein Schweigen bewahrte, rückte Özil in den Fokus der Aufmerksamkeit.
Der DFB schloss sich der Kritik an dem Fototermin an, war aber stark bemüht, die Diskussion rasch zu einem Ende zu bringen, was jedoch misslang. Nach dem blamablen Ausscheiden der deutschen Elf in der Vorrunde begann die unter Druck stehende DFB-Spitze, Özil immer stärker zu kritisieren und sogar Gedanken Raum zu geben, Özil sei mit der Unruhe, die sein Auftritt in die Mannschaft getragen habe, mitverantwortlich für das Ausscheiden der Nationalelf. Nationalmannschaftsdirektor Oliver Bierhoff äußerte in einem Welt-Interview: „Wir haben Spieler bei der deutschen Nationalmannschaft bislang noch nie zu etwas gezwungen, sondern immer versucht, sie für eine Sache zu überzeugen. Das ist uns bei Mesut nicht gelungen. Und insofern hätte man überlegen müssen, ob man sportlich auf ihn verzichtet.“ Bierhoff machte daraufhin in einem Interview im ZDF deutlich, dass er sich falsch verstanden fühle. Er äußerte, er habe gemeint, dass wenn das Team auf Özil verzichtet hätte, dann nur aus sportlichen Gründen und nicht wegen des Erdoğan-Fotos. Man habe Özil nominiert und dazu stünden er und Joachim Löw auch. Die Passage, die missinterpretiert worden sei, sei ihm beim Gegenlesen des Welt-Interviews nicht aufgefallen.
Als Özil fast zwei Monate nach dem Treffen mit Erdoğan noch immer keine Stellung zu seinen Beweggründen für das Treffen bezogen hatte, äußerte der damalige DFB-Präsident Reinhard Grindel in einem kicker-Interview, dass Özil sich öffentlich zu dem Thema äußern solle, wenn dieser aus dem Urlaub zurückgekehrt sei. Eine Stellungnahme Özils unterblieb allerdings zunächst.
Für den Umgang mit der Causa Özil/Erdoğan erntete der DFB allgemein heftige Kritik, insbesondere, als Özil am 22. Juli 2018 sein Schweigen brach und auf dem Kurznachrichtendienst Twitter auf Englisch eine lange Erklärung herausgab. In dieser übte er massive Kritik am Umgang mit ihm und warf dem DFB vor, er habe ihn nicht ausreichend vor Rassismus geschützt, der ihm widerfahren sei. Gleichzeitig gab er bekannt, dass er aus diesen Gründen nicht mehr für die deutsche Nationalmannschaft spielen werde. Özil griff im Zuge dessen auch den damaligen DFB-Präsidenten Reinhard Grindel scharf an: „Ich werde nicht länger als Sündenbock dienen für [Grindels] Inkompetenz und seine Unfähigkeit, seinen Job ordentlich zu erledigen. Ich weiß, dass er mich nach dem Foto aus dem Team haben wollte […], aber Joachim Löw und Oliver Bierhoff haben sich für mich eingesetzt und mich unterstützt. In den Augen von Grindel und seinen Helfern bin ich Deutscher, wenn wir gewinnen, und ein Immigrant, wenn wir verlieren...“ Außerdem äußerte er mit Bezug auf Grindel: „Leute mit rassistisch-diskriminierendem Hintergrund sollten nicht länger im grössten Fussballverband der Welt arbeiten dürfen, der viele Spieler aus Familien verschiedener Herkunft hat.“
Zudem kritisierte Özil, dass Lothar Matthäus’ Treffen mit dem umstrittenen russischen Staatspräsidenten Wladimir Putin im Rahmen der WM 2018, von dem ein vergleichbares Foto wie das von Özil und Erdoğan in Umlauf gelangte, weitaus weniger Beachtung als seinem geschenkt wurde. Matthäus erhielt für dieses Treffen jedoch auch Kritik. Zudem äußerte Özil, dass er mit dem Foto keine politische Botschaft habe senden wollen und keine Wahlempfehlung habe abgeben wollen, sondern es ihm darum gegangen sei, „das höchste Amt des Landes [s]einer Familie zu respektieren.“
Özils Rücktritt führte erneut zu einem großen Medienecho und zu einer breiten Diskussion in der Öffentlichkeit. Die Reaktionen in den verschiedenen Stadien der insgesamt etwa zwei Monate umfassenden Zeitspanne waren oft heftig, folgten aber in der Regel einförmig den bekannten Positionen der – insbesondere politischen – Akteure und boten kaum Neues. Von den Fußballerkollegen solidarisierten sich viele mit ihm, jedoch nicht alle; aus den Vereinen gab es gemischte Reaktionen, auch seine Sponsoren reagierten unterschiedlich. Noch die größte Übereinstimmung herrschte bei der Kritik an dem Auftritt Özils mit Erdoğan und dem Verhalten des DFB. Weitgehend polarisiert waren dagegen die Ansichten darüber, wie weit Özils Hinwendung zu Deutschland gehe und in welchem Maße er dazu verpflichtet sei; inwieweit die Kritik an ihm ausschließlich Ausdruck eines migrantenfeindlichen Ressentiments sei; ob er seiner Vorbildfunktion als Nationalsportler gerecht geworden sei; was die Vorgänge um ihn für die Integration junger Migranten bedeuteten und um die Art und die Beurteilung seiner Motive. Vor ein besonderes Dilemma stellt Özils Verhalten die deutschen Kommentatoren türkischer Herkunft, die zwar Özil als Menschen mit Migrationshintergrund stützen wollen, aber seine Nähe zu Erdoğan scharf missbilligen. In einer Reihe von Leserbriefen und in sozialen Medien kam es zu Schmähungen und Anwürfen gegen Özil.
Die öffentliche Kritik an Özils Foto mit Erdoğan war auch mit genereller Kritik an Özils Leistungen zusammengetroffen.
Der türkische Präsident Erdoğan stellte sich nach Özils Rücktritt aus der Nationalelf hinter diesen und nannte sein Verhalten „patriotisch“. In der Heimatstadt von Özils Eltern, Devrek in der Türkei, wurde auf Initiative des Bürgermeisters das umstrittene Bild von Özil und Erdoğan auf einem Plakatständer an der dortigen Mesut-Özil-Straße aufgehängt; es ersetzte ein Bild von Özil im deutschen Nationaltrikot von 2010.
Vor seinem Rücktritt aus der Nationalelf informierte Özil Bundestrainer Joachim Löw nicht über sein Ausscheiden, was sonst üblich wäre. Auch danach ließ Özil jeglichen Kontaktversuch Löws per Telefon oder SMS unbeantwortet, worüber Löw sich „menschlich schwer enttäuscht“ zeigte. Auch ein Treffen Löws und Oliver Bierhoffs mit Özil in London kam nicht zustande, weil der FC Arsenal Löw und Bierhoff den Zutritt zum Trainingsgelände verwehrte. Ende September 2018 räumte Reinhard Grindel Fehler ein: Er habe immer gesagt, „[d]ass wir Mesut mehr hätten verteidigen müssen“. Grindel kündigte an, im Fall von rassistischen Anfeindungen gegen Spieler zukünftig „klare Kante zu zeigen“ und sich „in Einzelfällen vor Einzelspieler stellen“ zu wollen. Die Integrationsbotschaft des DFB müsse wieder deutlicher kommuniziert werden. In einem Interview mit dem Fußball-Podcast der Bild-Zeitung kritisierte Grindel Özil erneut wegen dessen gescheiterter Aussprache mit Joachim Löw. Allerdings habe er „zu keinem Zeitpunkt“ Druck machen wollen, sondern nur gesagt, dass er „es aus dem Fußball so kenne“, dass man mit dem Trainer darüber spreche, wenn man eine Mannschaft verlassen oder den Verein wechseln wolle.
Anfang September 2018 äußerte der türkischstämmige Basketballprofi Enes Kanter, der Erdoğan-kritisch eingestellt ist und mit der in der Türkei verbotenen Gülen-Bewegung sympathisiert, er wisse womöglich, warum Özil das Foto gemacht habe: Dem in den USA lebenden Kanter wurde wegen seiner Sympathiebekundung zur Gülen-Bewegung die türkische Staatsbürgerschaft entzogen, sein Vater sei in der Türkei zweimal verhaftet und das Haus seiner Familie überfallen worden. Zudem habe er seinen Sponsor Nike verloren, weil der seine Geschäfte in der Türkei gefährdet sah. Mesut Özil hätte Ähnliches widerfahren können und seine in der Türkei lebenden Verwandten hätten Nachteile erleiden können, hätte er ein Treffen mit Erdoğan verweigert.
Im März 2019 lud Özil den türkischen Staatspräsidenten zu seiner Hochzeit ein und bat ihn, bei der Zeremonie Trauzeuge zu werden. Auf seiner Hochzeit wurde Ölürüm Türkiyem (Ich sterbe für dich, meine Türkei) von Mustafa Yıldızdoğan gespielt, ein auch bei türkischen Rechten beliebtes Lied.
Özil rief vor der Präsidentschaftswahl im Mai 2023 via Instagram zur Wiederwahl von Erdoğan auf. Nach dessen Wiederwahl in der Stichwahl am 28. Mai 2023 schrieb Özil dort Allah sei Dank.
Özil zeigte sich 2023 auf einem Instagram-Foto eines Freundes mit dem Erkennungszeichen der rechtsextremen Grauen Wölfe als Tattoo auf der Brust, einem Wolf und drei Halbmonden. Die Grauen Wölfe sind eine türkische Gruppierung, die für zahlreiche Gewalttaten und Morde verantwortlich gemacht und vom deutschen Bundesamt für Verfassungsschutz aufgrund verfassungsfeindlicher Bestrebungen beobachtet wird. Özils Vater verteidigte ihn, indem er betonte, dass sein Sohn „kein Nationalist sei“ und „sich nicht für Politik interessiere“; die Tätowierung interpretierte Mustafa Özil als eine Art Trotzreaktion seines Sohnes, der provozieren wolle.

### Äußerungen zum Nahostkonflikt
Eine Woche nach dem Terrorangriff der Hamas auf Israel 2023 und der darauffolgenden Bombardierung des Gazastreifens durch das israelische Militär postete er auf X (vormals Twitter) den Slogan Free Palestine. Nach den israelischen Luftangriffen auf Rafah teilte Özil zahlreiche Instagram-Storyvorlagen, unter anderem eine am 31. Mai 2024, auf der eine Israelkarte zu sehen ist und das Wort „Israel“ durchgestrichen und handschriftlich durch „Palestine“ ersetzt wurde, was als Wunsch nach der Auflösung des Staates Israel gedeutet wurde. Am 30. Juli 2024 veröffentlichte Özil erneut einen Post auf Instagram, der eine Landkarte zeigt, auf welcher Israel durchgestrichen und durch Palästina ersetzt wird. Julia Klöckner (CDU) forderte Özil daraufhin auf, das Silberne Lorbeerblatt zurückzugeben. Auch der Präsident des jüdischen Sportverbands Makkabi Deutschland kritisierte Özil und warf ihm vor, Anhänger eines antisemitischen Weltbilds zu sein.

## Sonstiges
Özil unterstützte im Rahmen der WM 2014 die karitative Organisation BigShoe und kam hierbei für die Kosten von Operationen für Kinder in Entwicklungsregionen auf.
Neben Manuel Neuer war er ab 2013 als einziger aktiver deutscher Fußballer im Kabinett Madame Tussauds in Berlin als lebensechte Wachsfigur zu sehen. Zusammen mit René Adler war Özil bereits als Titelfigur auf dem deutschen Cover des Spiels FIFA 11 zu sehen.
Die Entscheidung, für deutsche Auswahlmannschaften zu spielen, rief zuweilen Unverständnis und teils offene Kritik seitens türkischer Fans hervor. Fußballprofi Hamit Altıntop wurde von der Süddeutschen Zeitung mit den Worten zitiert, Özil habe sich für das „Business“ entschieden, weil er als Deutscher „mehr Lobby, einen höheren Marktwert haben und mehr Geld verdienen würde“. Özils Entscheidung habe seiner Meinung nach „nichts mit Integration zu tun“. Altıntop betonte später jedoch mehrfach, nichts Derartiges über Özil gesagt zu haben, und verwies auf seine jahrelange Freundschaft mit Özil.
2012 wurde in der Heimatstadt von Özils Eltern, Devrek, zu seinen Ehren eine Straße nach Mesut Özil benannt.
Im März 2017 erschien Özils Buch Die Magie des Spiels. Und was du brauchst, um deine Träume zu verwirklichen im Bastei-Lübbe-Verlag. In diesem erzählt er über seinen Weg zum Fußballprofi und mit welchen Eigenschaften man seine Ziele erreicht. Das Buch wurde weitestgehend positiv aufgenommen, so urteilte beispielsweise Der Tagesspiegel: „[…] ein erstaunlich offenes und aufschlussreiches Buch, das eine andere Sicht auf Özil erlaubt, das ihn als deutlich kritischeren Geist zeigt, als man bisher angenommen hatte.“
Am 13. Dezember 2019 bezeichnete Özil in Postings auf Twitter und Instagram die muslimische Volksgruppe der Uiguren in China, von denen Hunderttausende in Umerziehungslagern interniert sind, als „Krieger, die der Verfolgung widerstehen“ (warriors who resist persecution), und kritisierte die Volksrepublik China und die Muslime weltweit für ihr Schweigen in dieser Angelegenheit. Am Folgetag distanzierte sich Arsenal von den Äußerungen und bezeichnete sie als „Mesuts persönliche Ansichten“. Der chinesische Staatssender CCTV strich das Premier-League-Spiel zwischen Arsenal und Manchester City am 15. Dezember 2019 nach Özils Aussage kurzfristig aus dem Programm. Der chinesische Fußballverband äußerte in einer Stellungnahme, Özil habe „die Gefühle des chinesischen Volkes“ verletzt, ein Sprecher des chinesischen Außenministeriums sagte, Özil habe sich von „Fake-News“ und „falschen Aussagen“ täuschen lassen.
Nach dem Mord an Samuel Paty und der Kritik Emmanuel Macrons an radikalen Islamisten versah Özil Ende 2020 einen gegen den französischen Präsidenten gerichteten, islamistischen Instagram-Beitrag des ehemaligen MMA-Kämpfers Chabib Nurmagomedow mit einem Like.
Im September 2021 gab Özil bekannt, die Partei Team Todenhöfer bei der anstehenden Bundestagswahl zu wählen. Während der Präsidentschaftswahl in der Türkei 2023 warb Özil über seine Social-Media-Kanäle mehrfach für den Amtsinhaber Erdoğan.